# アラニー・ガルシュカ
アラニー・ガルシュカ（英: Arany Galuska（Alanygaluskaとも））は、酵母生地の球体から成る伝統的なハンガリー料理に出てくるデザートである。溶かしたバターの中で丸めた生地を転がし、その後に砂糖と砕いた種実類（伝統的にはクルミ）を混ぜたもので層を作り、黄金色になるまで焼き上げる。「アラニー（Arany）」は黄金、もしくは黄金色を意味し、「ガルシュカ（galuska）」は団子状にした生地のことを指す。アラニーガルシュカはバニラカスタードを添えて提供してもよい。
アメリカ合衆国においてアメリカ合衆国大統領ロナルド・レーガンの夫人であるナンシー・レーガンがこの料理を大衆化させた。そのきっかけとなった出来事というのが、聖誕祭にホワイトハウスで彼女がこの料理を提供したことである。

## 関連デザート
ソムロイ・ガルシュカはイングランドのトライフルと似ている。このガルシュカはスポンジケーキで作られており、バニラカスタード、チョコレートソース、干し葡萄やラム酒が層になっている。ホイップクリームを付け合わせるのもいいかもしれない。